# Kim Chul-Hwan
Kim Chul-Hwan es un deportista surcoreano que compitió en taekwondo. Ganó dos medallas de oro en el Campeonato Asiático de Taekwondo en los años 1974 y 1976.

## Palmarés internacional
| Campeonato Asiático | Campeonato Asiático   | Campeonato Asiático | Campeonato Asiático |
| Año                 | Lugar                 | Medalla             | Categoría           |
| ------------------- | --------------------- | ------------------- | ------------------- |
| 1974                | Seúl (Corea del Sur)  | Medalla de oro      | –74 kg              |
| 1976                | Melbourne (Australia) | Medalla de oro      | –80 kg              |